# Ainhoa (nombre)
Ainhoa es un nombre vasco de mujer. Tiene su origen en la localidad vascofrancesa de Ainhoa, situada en el departamento de Pirineos Atlánticos, en la región de Nueva Aquitania y el territorio histórico de Labort. La Iglesia católica conmemora su santoral el 9 de septiembre.

## Origen
Tiene origen en el nombre de la localidad homónima (Ainhoa), situada en el País Vasco Francés (Labort). Dicha localidad cuenta con un santuario mariano dedicado a la advocación de la Virgen de Aránzazu.
Cuenta la leyenda que a un pastor vasco se le apareció entre unos espinos una imagen de la Virgen. En dicho lugar conocido como Aránzazu ("lugar de espinos" en euskera) se construyó un santuario donde se venera esa imagen. El Santuario de la Virgen de Aránzazu situado en Oñate (Guipúzcoa) era muy venerado y visitado por los pastores vascos que iban de ambos lados de la frontera, pero las guerras y los conflictos políticos cerraron durante muchos años la frontera franco-española, impidiendo que los pastores vasco-franceses pudieran acudir a venerar a su patrona al otro lado de la frontera. Por eso los labortanos construyeron en la localidad de Ainhoa, a su lado de la frontera, un santuario donde poder venerar la imagen de la Virgen de Aránzazu, que es conocida aquí como Nuestra Señora del Espino Blanco (Notre Dame d'Aubépine). Esta advocación es conocida como "Virgen de Ainhoa" y ha dado origen al nombre de mujer, que es uno de los más populares del País Vasco.
Su Santo es celebrado el 9 de septiembre,

## Santoral
La peregrinación anual a Ainhoa se celebra el lunes de Pentecostés en la capilla de Nuestra Señora del Espino Blanco "Notre Dame d’Aubépine".